# بیلی کرانیل
بیلی کرانیل (انگلیسی: Billy Cracknell؛ زادهٔ ۱۹ ژانویهٔ ۲۰۰۲) بازیکن فوتبال است.